# 勝者の裁き

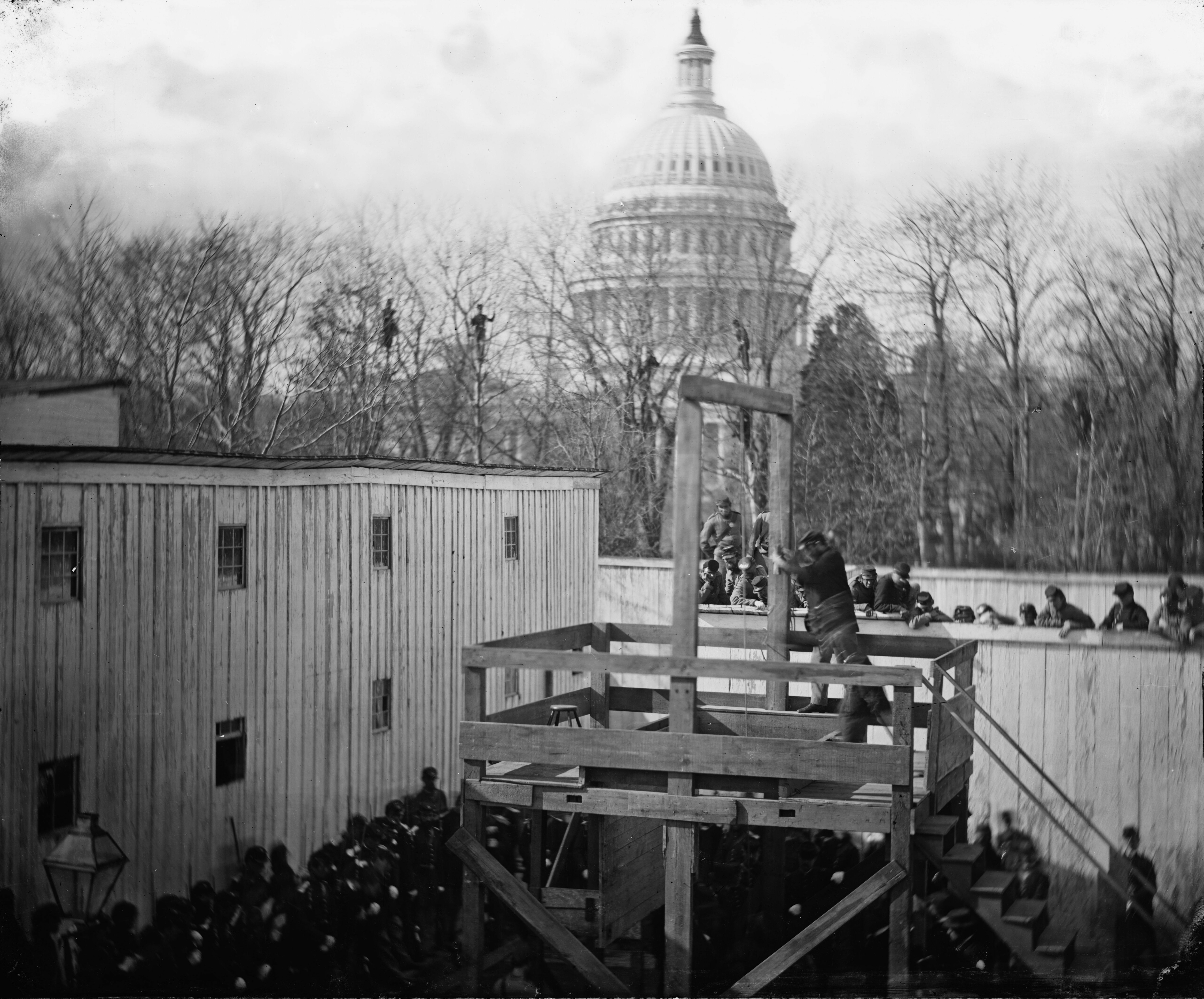
南北戦争後、1865年のヘンリー・ヴィルツの処刑は、一部では勝利者の裁きとみなされている。

勝者の裁き（しょうしゃのさばき、英語：Victor's justice）とは、紛争における敗者の行為を勝者が訴追することを指す侮蔑的な表現である。勝者の裁きは一般に、敗者に対しては過剰または不当な処罰を行い、勝者が犯した罪に対しては軽い処罰または寛大な処置を行う。これを批判する者は、勝者と敗者へのルールの違いは偽善または報復的正義を装った復讐であり、不正義につながると主張しており、この表現を受けた者は侮蔑されたと考えることがある。
「Victors' justice」という英語表現は、リチャード・マイニアが1971年に極東国際軍事裁判（東京裁判）を論じた中で最初に使用したもので（邦訳は1985年刊）、例外もあるが一般には戦争後の処理について使われている。これは、同義語であるドイツ語の Siegerjustiz の翻訳借用である可能性があり、ドイツ語では少なくとも1960年代から存在している。密接に関連した用語である「Vae victis」行動は、勝利者が合意した条約やその解釈を一方的に変更することであり、勝者の裁きの一形態とみなされている。

## 戦時国際法の歴史
古代ローマでの戦争行為の法的制約は キケロの書に現れている。「戦争についても、それに関する人道的な法律がローマ人の伝令僧法典の中で定められている。」具体的には、「公式の要求の提示か警告がなされ、さらに正式な宣言がなされた後でなければ、いかなる戦争も正当なものではない」としている。この義務に対するローマ市民の違反は裁判で裁かれた。しかし、戦争の相手に対しては、ローマ法は義務も権利も与えていなかったので、敗北した敵の裁きと処罰はローマ人の裁量に委ねられていた。それでも、その裁量権の行使は正義に合致しなければならない、とキケロは主張している。「...勝利が得られたときには、戦争において残虐で野蛮ではなかった者たちを許すべきである」（戦争の開始が正当なのは「無傷で平和に暮らせる」方法がほかにない場合だけである）。
正戦論について考えるという西洋の伝統は、キリスト教世界の時代とその後の西欧近代にも続いており、19世紀後半からは国際条約で成文化された。その最も顕著なものはジュネーヴ諸条約やハーグ条約で、これらは当時の戦争法 (laws of war)を表現していると言われた。

## 「勝者の裁き」の主張例

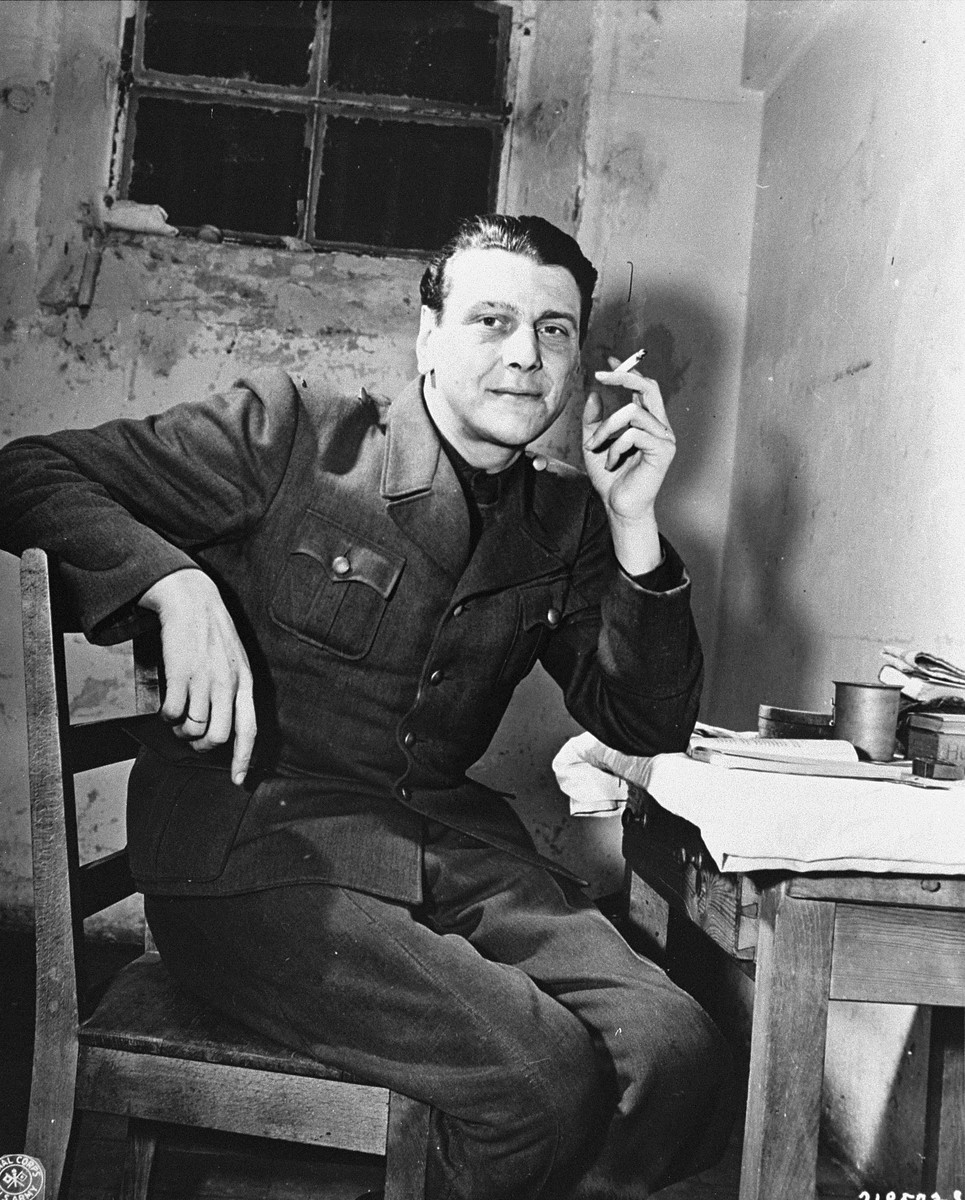
ダッハウ裁判では武装親衛隊中佐オットー・スコルツェニーについて、バルジの戦いでの戦時国際法違反は相手側のアメリカ陸軍の軍規でも認められているとの抗弁が行われ、無罪となった。

勝者の裁きは、古来からずっとあったと言われている。
古代の有名な例としては、ペロポネソス戦争中、紀元前429-427年にかけてのプラタイア包囲戦がある。アテナイの忠実な同盟国であったプラタイアの町は、スパルタとその同盟国による長期にわたる包囲戦に耐えていたが、最終的には物資が枯渇して救援の望みもなかったため、スパルタに降伏した。彼らは、スパルタ人が「すべての者を公平に裁く」と約束し、降伏した場合は「有罪の者だけが処罰されるべきである」と約束していたので、スパルタ人が公正な裁判を行なうものと信頼していた。しかし、プラタイア人の囚人たちが裁判官の前に連れてこられたとき、審理は行なわれず、彼らは何の弁護もできなかった。スパルタ人は囚人に、戦争中にスパルタ人と同盟国に何か貢献したかと尋ねただけで、囚人たちは最終的に「いいえ」と答えるしかなかった。戦争の間、プラタイア人がアテナイ側に付いてスパルタと戦ったこと、それはプラタイアが合法に宣言した政策による義務であったことは、関係者なら誰でも知っていた。プラタイア人が「いいえ」と答えると、次々に処刑され、その数は200人以上に上った。トゥキディデスは、これは明らかに不公正な司法手続きであるとしている。
記録に残る「勝者の裁き」の主張は、19世紀以降特に増えている。
アメリカ南北戦争で北軍に従軍した経験のあるジェームズ・マディソン・ペイジは、1908年の著書『The True Story of Andersonville Prison』（アンダーソンビル刑務所の実話、副題は「ヘンリー・ヴィルツ少佐の弁護」）において、勝者の裁きの実例を赤裸々かつ詳細に述べている。ペイジは南部の連合軍の捕虜としての数ヶ月間の体験を語った後、ジョージア州アンダーソンビル (ジョージア州)近くのキャンプ・サムター捕虜収容所の唯一の司令官であったヘンリー・ヴィルツ少佐の投獄と裁判を詳述している。1864年2月から1865年4月まで、南軍は約45,000人の北軍捕虜をキャンプ・サムターに収容していたが、その間に収容所の劣悪な生活条件のために約13,000人の捕虜が死亡した。ヴィルツは、勝利した北軍に「アンダーソンビルの悪魔」と呼ばれるようになり、アメリカ南北戦争中の行動により戦争犯罪で有罪判決を受けたわずか2人の南軍人のひとりとなった。ヴィルツは戦争犯罪裁判で有罪判決を受け、1865年11月10日にワシントンD.C.で公開処刑された。一部の人々は、ヴィルツに対する罪状、キャンプ・サムターでの状況に対する彼の個人責任、そして戦後の裁判の公正さを疑問視している。1980年、歴史家のモーガン・D・ピープルズは、ヴィルツを「スケープゴート」と表現し、彼への有罪判決は今でも論争の的となっている。
第二次世界大戦後の戦争犯罪裁判についても、ペイジがヴィルツの裁判、有罪判決、量刑、処刑について述べたような現象と問題があったと後に言われるようになった。ニュルンベルク裁判（およびダッハウ裁判などの関連裁判）は、枢軸国の国民または協力者のみを起訴し、連合軍による戦争犯罪は起訴しなかった。このため、ソ連は1939年9月17日にポーランド侵攻に加わったにもかかわらず、ソ連からは誰ひとり起訴されないという矛盾が生じた。つまり、ドイツ人の被告たちはドイツのポーランド侵攻について侵略戦争を起こした罪で起訴されたが、ソ連もポーランドを攻撃したにもかかわらず、ソ連からは誰も起訴されなかった。実際、連合国の裁判官4人のうち1人はソ連人で、判決を下す側にいた。同様に、別の訴因として「侵略戦争の共同謀議」があったが、ナチスと共謀してポーランドに侵略戦争を仕掛けたソ連人たちは起訴されなかった。
さらに文明国の軍隊は、自国の軍法の下で何が許され、何が許されないかについて詳細な指針を自国の軍隊に文書で示すのが通常である。これらは、国際条約上の義務や戦争の慣習法を含む形で作成される。例えば、オットー・スコルツェニーの裁判では、彼に対する弁護の一部が、1940年10月1日にアメリカ合衆国旧陸軍省が発行した「アメリカ陸軍野戦マニュアル」と「アメリカ軍人ハンドブック」を根拠としていた。軍隊の一員が自国の軍規に違反した場合、自国の軍法会議で裁きを受けるのが一般である。連合国軍の軍人が自らの軍規を破った場合、例えばダッハウの虐殺やビスカリの虐殺のように、裁判にかけられる可能性があった。二次大戦では枢軸国の多くが無条件降伏したがこれは異例であり、国際法廷の形成に直接つながった。通常、国際戦争は条件付きで終結し、戦犯容疑者の処遇は平和条約の一部を構成する。そして戦争犯罪の疑いがある場合、捕虜ではない者は自国の司法制度の下で裁かれることがほとんどである。第二次世界大戦末期のフィンランドでは、連合国委員会が戦争犯罪や平和に対する罪の事例リストを作成し、これらの事件の調査や法的判断はフィンランドの法律に基づいてフィンランド戦争責任裁判に委ねられた。しかし、フィンランドの刑法には、政治の結果生じた戦争について[個人が]責任を負うという概念がなかったため、これらの事件については事後法を制定しなければならなかった。国際法廷を枢軸国の戦争犯罪の容疑者に限定することについては、連合国は通常の国際法の範囲内で行動していた。
1990年10月のドイツ再統一では、ドイツ民主共和国（東ドイツ）がドイツ連邦共和国（西ドイツ）に吸収され、現在の統一ドイツが形成された。統一後、多くの東ドイツの公務員が、西ドイツの裁判所の直接の後継である統一ドイツの法廷で罪に問われたが、これを勝者の裁きと考える者もいた。東ドイツ国境警備隊の多くの下級隊員が共和国逃亡に関する罪で起訴された。東ドイツでは国外逃亡の試みによって、ベルリンの壁と東西ドイツ国境で300-400人の死者が出たと推定されている。国境警備隊員はTodesschützen（死の銃殺者）とも呼ばれており、停止の警告を2回無視した逃亡者は射殺せよとの上官命令に従っただけだと主張したが、しばしば有罪判決を受けた。統一ドイツの裁判所は、東ドイツの国境法は、東ドイツが署名し批准した市民的及び政治的権利に関する国際規約に根本的に反しているため、法律ではなく不正義を制度化したものにすぎず、隊員たちは上官に背くべきだったと主張した。

## 戦争犯罪訴追の公平性確保の試み
第二次世界大戦以降、戦争犯罪が起訴されたすべての紛争において「勝者の裁き」との主張が生じている。ユーゴスラビア紛争、ルワンダ虐殺、アフガニスタン戦争などがその例である。
国際刑事裁判所（ICC）は、「勝者の裁き」という非難を避けるべく中立的な国際裁判所を提供するために、2003年に加盟国間の条約上規程として設立され、どの紛争のどの側であっても、すべての戦争犯罪を訴追できるようになった。

## 近年の主張
- 国際連合が組織する旧ユーゴスラビア国際戦犯法廷（ICYT）は、旧ユーゴスラビア領土内で行われたジェノサイド、人道に対する罪、戦争犯罪のすべての行為について管轄権があると主張している。しかし、これまでのところ、同法廷が起訴したのはバルカン諸国の市民だけである。被告のほとんどはセルビア人の政治家[12]、軍人、準軍人であるが、クロアチア人、ボスニア人、アルバニア人のコソボ解放軍ゲリラも裁判にかけられている。しかし、1999年のセルビア空爆（コソボ紛争）の際の戦争犯罪について、欧米の学者やセルビア人政治家が複数のNATO職員を告発したが、同法廷はこの件の捜査を行なわなかった。その中には、セルビアのテレビ局への故意の爆撃によるジャーナリストの殺害や、民間列車が通過中の鉄道橋への死者を出した爆撃（不注意の可能性もある）などが含まれている[12]。